# Thang đo Forel-Ule
Thang đo Forel-Ule là một phương pháp để xác định gần đúng màu sắc của các vùng nước, được sử dụng trong các bộ môn hồ học và hải dương học. Bằng phương pháp pha trộn dung dịch của các hóa chất khác nhau (Các dung dịch tiêu chuẩn được tạo ra bằng nước cất, amonia, đồng sunfat, kali cromat và coban sunfat), một thang màu chuẩn được tạo ra, với một loạt các lọ thủy tinh hay nhựa trong suốt chứa dung dịch màu của các hóa chất vô cơ nói trên theo các tỷ lệ pha trộn khác nhau và được gắn kín. Các lọ này được đánh số từ 1 đến 21 (hay từ I đến XXI), được dùng để so sánh với màu sắc của vùng nước. Kết quả là một chỉ số màu để miêu tả vùng nước, cho thấy độ trong suốt và/hoặc độ đục của nước, do đó giúp phân loại hoạt động sinh học tổng quát.
Các bước chia độ màu trên thang đo được chia thành 2 khoảng. Khoảng dưới hay thang đo Forel - do François-Alphonse Forel phát triển, được đánh số từ 1 (màu lam nhạt) đến 11 (màu nâu lục), tương ứng với màu của nước biển khơi và màu của nước hồ rộng lớn nhiều nắng, như chúng xuất hiện đối với người quan sát đứng trên bờ hoặc trên boong tàu. Khoảng trên hay thang đo Ule - do Willi Ule phát triển, được đánh số từ 11 (màu nâu lục) đến 21 (màu nâu vàng), tương ứng với màu của các loại nước đục hoặc nước trung dưỡng hay phú dưỡng, đặc biệt là khi các vùng nước này có mật độ tảo cát cao, được quan sát trong cùng các điều kiện như khi sử dụng thang Forel. Phương pháp này được sử dụng cùng với đĩa Secchi được nhấn chìm xuống tới một nửa độ sâu Secchi.
Phương pháp này được nhà hồ học người Thụy Sĩ là François-Alphonse Forel phát triển năm 1890 và được nhà hồ học người Đức là Willi Ule hoàn thiện vào năm 1892 với việc mở rộng dải màu từ màu nâu xanh đến nâu cola. Thang đo Forel Ule, một thang so sánh màu, đã được Wernand và van der Woerd mô tả và có thể được xem là một thang đo đơn giản nhưng thích hợp để phân loại màu sắc của nước sông, hồ, biển và đại dương. Các quan sát Forel-Ule, bên cạnh nhiệt độ, độ mặn và độ sâu Secchi, thuộc nhóm các thông số hải dương học lâu đời nhất có từ năm 1890.